# Германская медиатизация
Медиатизация и секуляризация в Германии — реорганизация политических единиц, составлявших Священную Римскую империю, которая была осуществлена в 1801—1806 годах под руководством наполеоновского министра Талейрана.
В ходе наполеоновских войн Священная Римская империя утратила свое политическое влияние. На повестку дня вставал вопрос о сокращении количества суверенных княжеств, напрямую подчинявшихся императору, с трёхсот до трёх десятков. Только одну часть из них составляли светские правители; вторую — имперские города, третью — владения епископов. В последнем случае медиатизация означала также и секуляризацию. Медиатизация была начата договором 1803 года и завершена три года спустя по акту Рейнского союза. Результаты реформы были подтверждены (с небольшими изменениями) при учреждении Германского союза в 1815 году.

## Две волны медиатизации

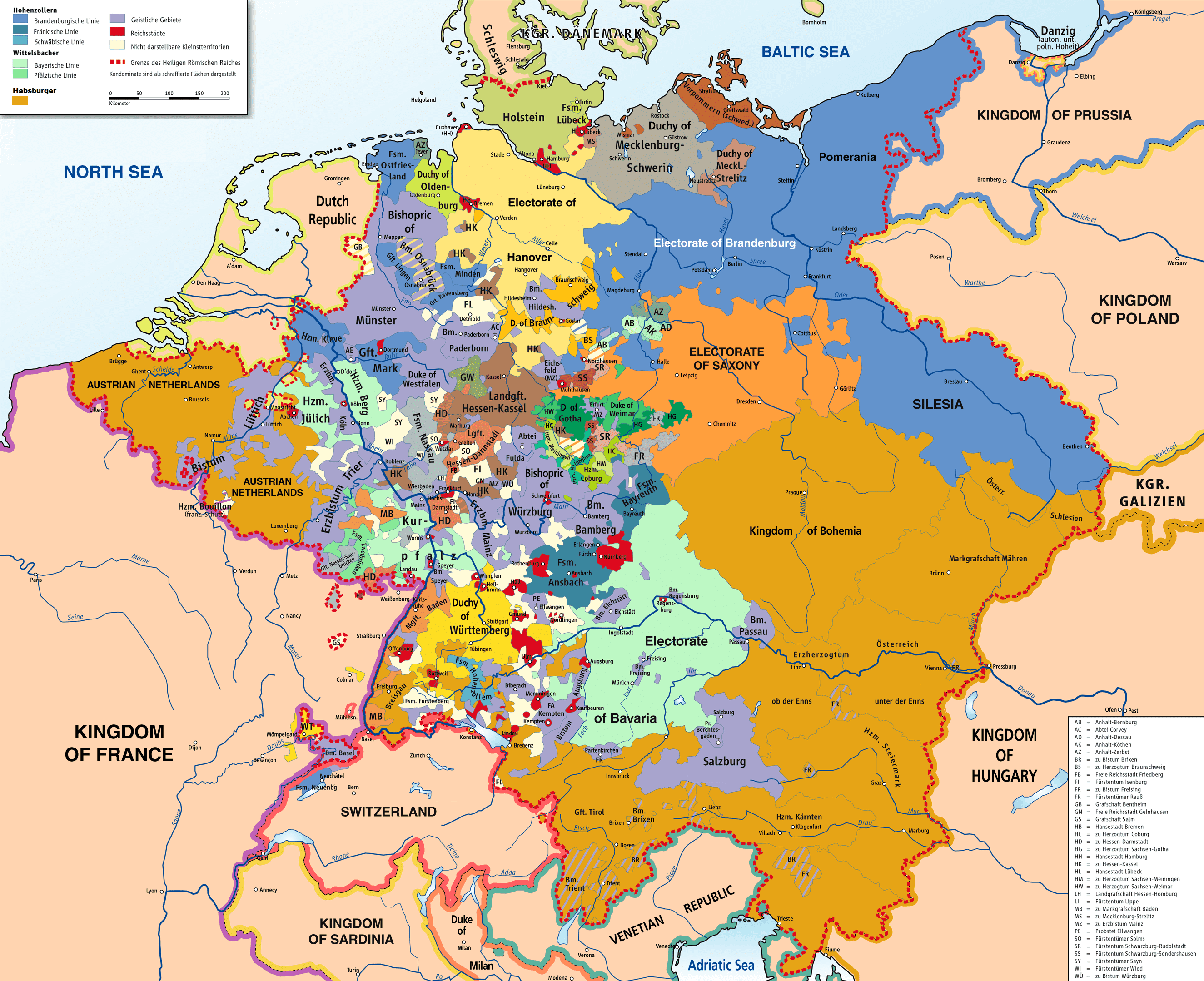
Карта Священной Римской империи накануне медиатизации (1789)

Первый этап (большая медиатизация) осуществлён в 1801—1803 годах и завершился принятием Заключительного постановления имперской депутации. Второй этап (малая медиатизация) осуществлён в 1806 году в связи с роспуском Священной Римской империи и созданием Рейнского союза. В результате реформы количество немецких государственных образований уменьшилось почти в десять раз:
- Секуляризация: упразднены были все «имперские» (подчинявшиеся непосредственно императору) епископства и аббатства. Заключительное постановление 1803 года предусматривало сохранение архиепископств Зальцбургского и Регенсбургского, а также владений тевтонских и мальтийских рыцарей, однако и они исчезли с карты Европы до конца наполеоновских войн.
- Упразднены все вольные и имперские города, за исключением четырёх — Франкфурта, Гамбурга, Бремена и Любека.
- Более крупные государства поглотили территорию нескольких сотен мелких графств и княжеств — таких, как раздробленные между несколькими владельцами Гогенлоэ, Сольмс, Лейнинген, Сайн-Витгенштейн, Зальм, Изенбург, Шёнбург.

Медиатизированные государи оказывались подчинёнными власти императора не непосредственно, как прежде, а через посредство правителя более крупного государства, сохраняя при этом юридическое с ним равноправие. За счёт поглощения территории мелких княжеств Наполеон нарастил территорию своих союзников, и в первую очередь Баварии и Бадена.
Многие из государств, которые устояли во время медиатизации, повысили свой статус — вместо княжеств стали герцогствами или великими герцогствами, а вместо курфюршеств — королевствами. В 1806 году они объединились в Рейнский, а в 1815 году — в Германский союз. Тем самым был открыт путь к давно назревшему объединению Германии.

## Последствия: политические и религиозные
|                        | Потери                     | Приобретения               |
| ---------------------- | -------------------------- | -------------------------- |
| Пруссия                | 2 000 км² 140 000 человек  | 12 000 км² 600 000 человек |
| Королевство Бавария    | 10 000 км² 600 000 человек | 14 000 км² 850 000 человек |
| Баден                  | 450 км² 30 000 человек     | 2 000 км² 240 000 человек  |
| Королевство Вюртемберг | 400 км² 30 000 человек     | 1 500 км² 120 000 человек  |

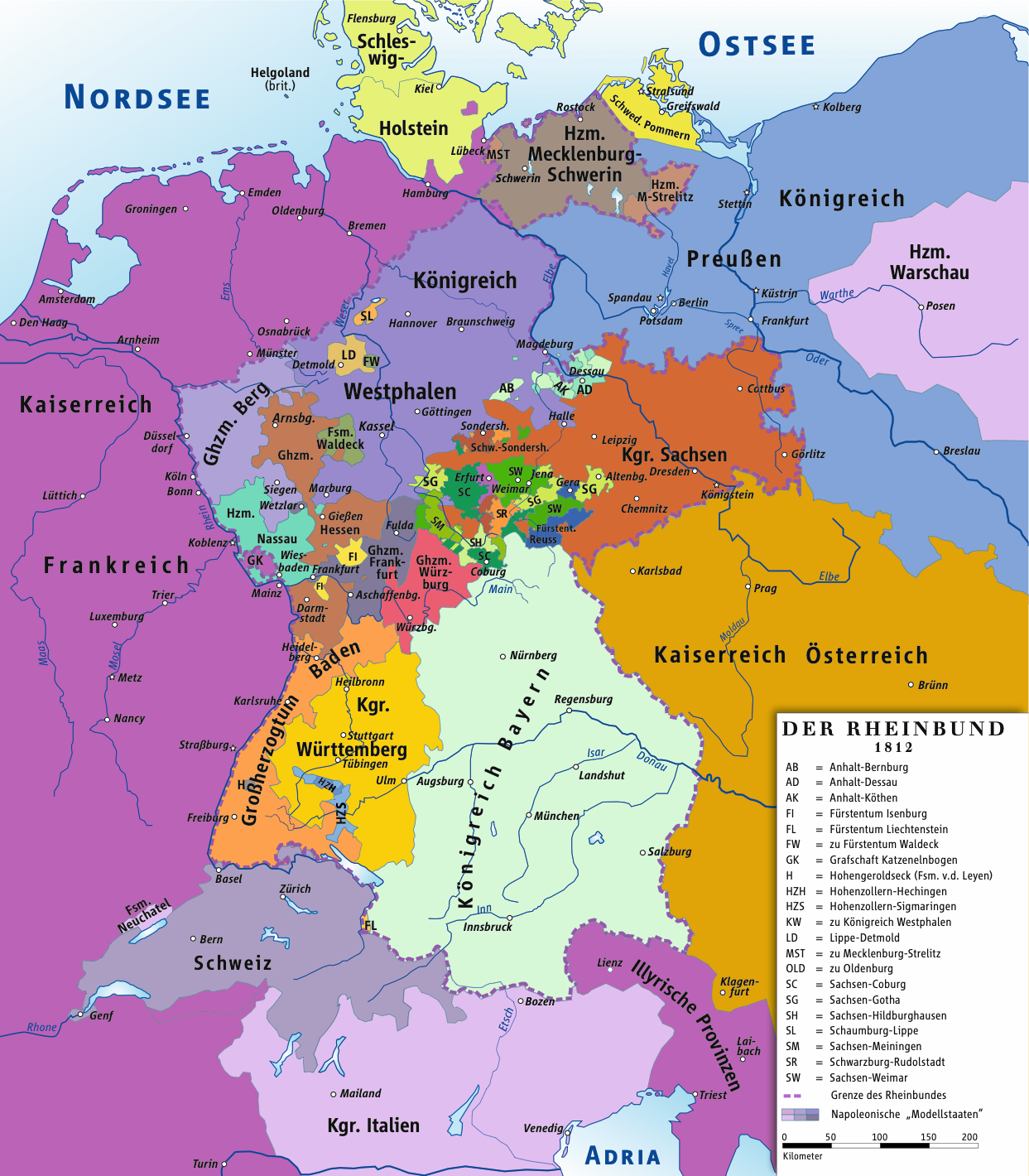
Карта Германии после медиатизации (1812)

Хотя изначально планировалось выплачивать компенсации медиатизированным правителям только за утраченную землю, в итоге это коснулось только мелких правителей и графов. Они иногда получали настолько скромные компенсации, что их более удачливые коллеги доплачивали им до прежнего уровня доходов.
Крупные немецкие государства получили больше, чем теряли. Компенсация также коснулась правивших великим герцогством Тосканским и герцогством Модена представителей династии Габсбургов, хотя эти земли не входили в состав империи. То же самое касалось и принца Оранского-Нассау. Все 112 имперских владений в 1803 году были разделены между 72 светскими правителями в рамках компенсации аннексированных Францией земель империи.
Медиатизация 1803 года стала крупнейшим переделом собственности в истории Германии вплоть до 1945 года. Около 73 000 км² церковных земель с 2,36 млн жителей и 12,72 млн гульденов годового дохода перешли к новым владельцам.
Позиции Римско-католической церкви в Германии (Reichskirche) были практически полностью уничтожены. Она теряла важную конституционную роль в жизни империи, большая часть католических университетов была закрыта, как и сотни монастырей и религиозных объединений. Влияние Заключительного постановления 1803 года на сферу земельной собственности сравнивалось с переменами, совершёнными во Франции революцией.

## Последствия: германизация европейской аристократии
Медиатизация привела к появлению в Европе прослойки наднациональной немецкоязычной аристократии — графов, князей и принцев, которые при медиатизации потеряли свои земельные владения и поступили на службу к другим правителям, сохраняя при этом фикцию юридического с ними равенства.
Это положение вынуждало правителей Европы заключать браки с представительницами медиатизированных княжеских и графских родов из Германии, которые — в отличие от знати других государств — признавались с ними равнородными. К концу XIX века в жилах практически всех государей Европы преобладала немецкая кровь.
Такая ситуация порождала парадоксы: брак кого-нибудь из Романовых с Рюриковичами (например, Долгоруковыми) или Багратионами считался морганатическим, а брак с относительно худородной, но медиатизированной графиней Нессельроде или Гревениц признавался равным.
Другой парадокс — отец и дед герцогини Саган незадолго до медиатизации реально правили Курляндией, но на неё и сестёр равноправие не распространялось, в то время как предки Нессельроде, Гревеницев и многих других графских родов никогда не обладали реальным суверенитетом, но отныне признавались равнородными с царственными особами. (В сущности, ни одна из медиатизованных фамилий формально не была суверенной, ибо все они признавали верховенство императора Священной Римской империи).
Особенно выгадали от медиатизации те фамилии, которые сравнительно недавно поднялись в ряды высшей аристократии благодаря службе при австрийском дворе (как, например, Кауницы и Меттернихи). В неофициальной аристократической табели о рангах они оказались выше древнейших французских (Монморанси), итальянских (Колонна) и других родов. Медиатизация надолго закрепила их правовое равенство с суверенами.